# کوربلاغ یک
کوربلاغ یک (کوربلاغ شاهوردی)
کوربلاغ یک، روستایی از توابع بخش مرکزی شهرستان کرمانشاه ، دهستان بالادربند (سراب نیلوفر) در استان کرمانشاه ایران و در کنار مجتمع تفریحی فرهنگی سراب نیلوفر واقع شده‌است. ساکنان اولیه روستای کوربلاغ یک بر اساس گفته افراد بومی محل از منطقه آذربایجان تبعید شده‌اند و در زمان‌های گذشته تمامی اراضی و مالکیت روستا متعلق به شخصی به اسم شاهوردی هدایتی زنگنه (فرزند محمدنظر) بوده‌است که با گذشت زمان این زمین‌ها بین وراث تقسیم شده و در حال حاضر اهالی روستا به دو دسته هدایتی زنگنه و نظری تفکیک شده‌اند. مقدار اراضی کشاورزی روستا حدود هفتصد هکتار می‌باشد  که نزدیک به چهارصد هکتار آن آبی و مابقی دیم می‌باشد . منابع آب روستا از رودخانه‌های فصلی (رودخانه قره سو) و چاه‌های عمیق و نیمه عمیق برای آبیاری زمین‌های کشاورزی استفاده می‌شود. شغل بیشتر ساکنین روستا کشاورزی و دامپروری می‌باشد .

## جمعیت
این روستا در دهستان بالادربند قرار دارد و براساس سرشماری مرکز آمار ایران در سال ۱۳۸۵، جمعیت آن ۱۱۲ نفر (۲۵خانوار) بوده‌است.